# Phoenix Suns 2015-2016
La stagione 2015-16 dei Phoenix Suns fu la 48ª nella NBA per la franchigia.
I Phoenix Suns arrivarono quarti nella Pacific Division della Western Conference con un record di 23-59, non qualificandosi per i play-off.

## Roster
| N° | Naz.                            | Ruolo | Sportivo        | Anno | Alt. | Peso |
| -- | ------------------------------- | ----- | --------------- | ---- | ---- | ---- |
| 0  | Stati Uniti (bandiera)          | G     | Orlando Johnson | 1989 | 196  | 100  |
| 1  | Stati Uniti (bandiera)          | G     | Devin Booker    | 1996 | 198  | 93   |
| 2  | Stati Uniti (bandiera)          | G     | Eric Bledsoe    | 1989 | 185  | 86   |
| 3  | Stati Uniti (bandiera)          | G     | Brandon Knight  | 1991 | 191  | 86   |
| 4  | Stati Uniti (bandiera)          | C     | Tyson Chandler  | 1982 | 216  | 109  |
| 8  | Stati Uniti (bandiera)          | G     | Bryce Cotton    | 1992 | 185  | 75   |
| 10 | Stati Uniti (bandiera)          | A     | Chase Budinger  | 1988 | 201  | 95   |
| 10 | Stati Uniti (bandiera)          | G     | Sonny Weems     | 1986 | 198  | 93   |
| 11 | Stati Uniti (bandiera)          | A     | Markieff Morris | 1989 | 208  | 111  |
| 12 | Stati Uniti (bandiera)          | A     | T.J. Warren     | 1993 | 203  | 98   |
| 14 | Stati Uniti (bandiera)          | G     | Ronnie Price    | 1983 | 188  | 86   |
| 15 | Stati Uniti (bandiera)          | A     | Alan Williams   | 1993 | 203  | 118  |
| 17 | Stati Uniti (bandiera)          | G     | P.J. Tucker     | 1985 | 196  | 102  |
| 20 | Stati Uniti (bandiera)          | G     | Archie Goodwin  | 1994 | 196  | 90   |
| 21 | Ucraina (bandiera)              | C     | Alex Len'       | 1993 | 216  | 116  |
| 23 | Stati Uniti (bandiera)          | G     | John Jenkins    | 1991 | 193  | 98   |
| 25 | Stati Uniti (bandiera)          | G     | Phil Pressey    | 1991 | 180  | 79   |
| 30 | Stati Uniti (bandiera)          | A     | Jon Leuer       | 1989 | 208  | 103  |
| 35 | Bosnia ed Erzegovina (bandiera) | A     | Mirza Teletović | 1985 | 206  | 110  |
| 41 | Stati Uniti (bandiera)          | G     | Lorenzo Brown   | 1990 | 196  | 86   |
| 43 | Stati Uniti (bandiera)          | A     | Kris Humphries  | 1985 | 206  | 107  |
| 52 | Stati Uniti (bandiera)          | G     | Jordan McRae    | 1991 | 198  | 84   |
| 55 | Stati Uniti (bandiera)          | A     | Cory Jefferson  | 1990 | 206  | 99   |

## Staff tecnico
- Allenatori: Jeff Hornacek (14-35) (fino al 1º febbraio)[1], Earl Watson (9-24)
- Vice-allenatori: Jerry Sichting (fino al 28 dicembre), Mike Longabardi (fino al 28 dicembre), Corey Gaines, Nate Bjorkgren (dal 28 dicembre), Earl Watson (fino al 1º febbraio), Bob Hill (dal 2 febbraio)
- Vice-allenatori per lo sviluppo dei giocatori: Nate Bjorkgren (fino al 28 dicembre), Jason Fraser, Irving Roland
- Preparatore atletico: Aaron Nelson